# Грешнов, Андрей Борисович
Андрей Борисович Грешнов (род. 27 апреля 1958, Москва) — советский российский переводчик, журналист, писатель, востоковед.

## Биография

### Образование
В 1981 году кончил Институт стран Азии и Африки при МГУ им. М. В. Ломоносова по специальности филолог-иранист с квалификацией референт-переводчик персидского языка.

### Карьера
В 1979—1980 годах — военный переводчик группы Советских военных советников в Демократической Республике Афганистан (4-я танковая бригада Вооружённых сил Афганистана, Кабул (Пули-Чархи), Джелалабад).
В 1983—1987, 1989 году — корреспондент ТАСС в ДРА.
В 2007—2011 годах — руководитель представительства РИА Новости в Исламской Республике Афганистан.

## Работы об Афганистане
Автор многочисленных работ об Афганистане конца 1970-х годов — начала XXI века, в том числе о Советско-афганской войне.
- Афганистан: заложники времени. — М., 2006.
- Дух, брат мой. — М., 2008.
- Афганский перевод. — Иркутск, 2017; М., 2021.
- После нас. — М., 2019.

## Хобби
Кандидат в мастера спорта по фехтованию.